# LXN
LXN (англ. Latexin) – білок, який кодується однойменним геном, розташованим у людей на 3-й хромосомі. Довжина поліпептидного ланцюга білка становить 222 амінокислот, а молекулярна маса — 25 750.
| 10         |  | 20         |  | 30         |  | 40         |  | 50         |
| ---------- |  | ---------- |  | ---------- |  | ---------- |  | ---------- |
| MEIPPTNYPA |  | SRAALVAQNY |  | INYQQGTPHR |  | VFEVQKVKQA |  | SMEDIPGRGH |
| KYHLKFAVEE |  | IIQKQVKVNC |  | TAEVLYPSTG |  | QETAPEVNFT |  | FEGETGKNPD |
| EEDNTFYQRL |  | KSMKEPLEAQ |  | NIPDNFGNVS |  | PEMTLVLHLA |  | WVACGYIIWQ |
| NSTEDTWYKM |  | VKIQTVKQVQ |  | RNDDFIELDY |  | TILLHNIASQ |  | EIIPWQMQVL |
| WHPQYGTKVK |  | HNSRLPKEVQ |  | LE         |  |            |  |            |

A: Аланін

C: Цистеїн

D: Аспарагінова кислота

E: Глутамінова кислота

F: Фенілаланін

G: Гліцин

H: Гістидин

I: Ізолейцин

K: Лізин

L: Лейцин

M: Метіонін

N: Аспарагін

P: Пролін

Q: Глутамін

R: Аргінін

S: Серин

T: Треонін

V: Валін

W: Триптофан

Кодований геном білок за функціями належить до інгібіторів протеаз, інгібіторів металоферментів. 
Задіяний у таких біологічних процесах, як запальна відповідь, ацетилювання. 
Білок має сайт для зв'язування з молекулою гепарину. 
Локалізований у цитоплазмі.